# Приречений на смерть
«Приречений на смерть» (англ. «Marked for Death») — американський бойовик 1990 року Двайта Г. Літтла зі Стівеном Сіґалом у головній ролі. Для зйомок цього фільму Стівен Сіґал вивчав ямайські ритуали чаклунства. Американська асоціація кінокомпаній надала фільму рейтинг «R».
Збори в США склали $46 044 396, а у інших країнах $11 924 540. Прем'єра фільму відбулася 5 жовтня 1990 року.

## Сюжет
Після смерті напарника Джон Гетчер, спеціальний агент відділу по боротьбі з наркотиками, вирішує подати у відставку. Переїхавши до своєї сестри до Чикаго, Гетчер має намір вести тихе і розмірене життя. Але його мрії не збулися. На шляху у колишнього поліцейського встає ямайська наркомафія на чолі зі своїм страшним ватажком на прізвисько Зомбі. Гетчер виявляється втягнутим у криваві розбірки.

## Творці фільму

### Актори
| Актор                        | Ім'я (англ.)                   | Персонаж                                 |
| ---------------------------- | ------------------------------ | ---------------------------------------- |
| Аль Ізраель                  | Al Israel                      | Тіто Барко, колумбійський наркоторговець |
| Андріа Мартел                | Andria Martel                  | Young Stripper                           |
| Ансель Коллінс               | Ansel Collins                  | Jimmy Cliff Band                         |
| Арлен Дін Снайдер            | Arlen Dean Snyder              | Дювал                                    |
| Бейзіл Воллес                | Basil Wallace                  | Screwface                                |
| Бетт Форд                    | Bette Ford                     | Кейт Гетчер                              |
| Віктор Ромеро Еванс          | Victor Romero Evans            | Nesta                                    |
| Гаррі Джон Лемі              | Harry John Leamy               | Band in McGilly's                        |
| Ґері Сервантес               | Gary Cervantes                 | Little Richard                           |
| Грант Гельт                  | Grant Gelt                     | Томмі                                    |
| Даніель Гарріс               | Danielle Harris                | Трейсі, племінниця Джона                 |
| Деббі Шивлі                  | Debby Shively                  | Barmaid                                  |
| Дейл Харімото                | Dale Harimoto                  | Дайл Харімото, телевізійний репортер     |
| Денні Трехо                  | Danny Trejo                    | Гектор                                   |
| Джастін Мерфі                | Justin Murphy                  | Фредді                                   |
| Джефрі Андерсон-Гюнтер       | Jeffrey Anderson-Gunter        | Nago                                     |
| Джиммі Кліфф                 | Jimmy Cliff                    | Грає самого себе                         |
| Джо Рентеріа                 | Joe Renteria                   | Рауль                                    |
| Джоанна Пакула               | Joanna Pacula                  | Леслі                                    |
| Джон Ендевері                | John Endeveri                  | Band in McGilly's                        |
| Ейнштейн Браун               | Einstein Brown                 | Reggae Band                              |
| Елена Сехаган                | Elena Sahagun                  | Кармен                                   |
| Елізабет Грейсен             | Elizabeth Gracen               | Мелісса                                  |
| Ерік Бернард                 | Eric Bernard                   | Reggae Band                              |
| Ерл Боен                     | Earl Boen                      | Dr. Stein                                |
| Кевін Данн                   | Kevin Dunn                     | Lt. Sal Roselli                          |
| Керол Маклафлін              | Carol McLaughlin               | Jimmy Cliff Band                         |
| Керрі Каллен                 | Kerrie Cullen                  | Dept. Store Hostage                      |
| Кіт Девід                    | Keith David                    | Макс                                     |
| Крейг Пінкард                | Craig Pinkard                  | Bartender                                |
| Крістофер Аллен Госс         | Christopher Allen Goss         | Band in McGilly's                        |
| Лайнес Гаффман               | Linus Huffman                  | DEA Agent                                |
| Леслі Данон                  | Leslie Danon                   | Girl #1                                  |
| Ліберт Стір                  | Libert Steer                   | Reggae Band                              |
| Ллойд Вілліс                 | Lloyd Willis                   | Jimmy Cliff Band                         |
| Лоріс Лоуренс                | Loris Lawrence                 | Jimmy Cliff Band                         |
| Майкл Ральф                  | Michael Ralph                  | Monkey                                   |
| Метт Левін                   | Matt Levin                     | Boy #1                                   |
| Метт О'Тул                   | Matt O'Toole                   | Yuppie Dealer                            |
| Нік Корелло                  | Nick Corello                   | Nicky                                    |
| Ніколас Челоцці              | Nicholas Celozzi               | Man in High Hat Bar                      |
| Ноель Л. Велкотт III         | Noel L. Walcott III            | Posse Leader                             |
| Пітер Джейсон                | Peter Jason                    | Pete Stone                               |
| Принц Італ Джо               | Prince Ital Joe                | Dread With Hostage                       |
| Редкліфф Браян               | Radcliffe Bryan                | Jimmy Cliff Band                         |
| Ріта Верреос                 | Rita Verreos                   | Марта                                    |
| Річард Барр                  | Richard Barr                   | Jimmy Cliff Band                         |
| Річард Дельмонте             | Richard Delmonte               | Чіко                                     |
| Роберт Ашива Ганта Стрікленд | Robert Ashiva Ganta Strickland | Arms Dealer                              |
| Роджер Ромеро Годбоут        | Roger Romero Godbout           | Band in McGilly's                        |
| Рок Дедрік                   | Rock Deadrick                  | Reggae Band                              |
| Сандра Каннінг               | Sandra Canning                 |                                          |
| Стенлі Вайт                  | Stanley White                  | Sheriff O'Dwyer                          |
| Стівен Сіґал                 | Steven Seagal                  | Джон Гетчер                              |

### Продюсери
| Продюсер              | Ім'я (англ.)          |
| --------------------- | --------------------- |
| Джон Тоджи            | John Todgya           |
| Джуліус Р. Нассо      | Julius R. Nasso       |
| Майкл Грейс           | Michael Grais         |
| Марк Віктор           | Mark Victor           |
| Пітер МакГрегор-Скотт | Peter Macgregor-Scott |
| Стівен Сіґал          | Steven Seagal         |

### Сценаристи
| Сценарист   | Ім'я (англ.)  |
| ----------- | ------------- |
| Майкл Грейс | Michael Grais |
| Марк Віктор | Mark Victor   |

### Оператори
| Оператор | Ім'я (англ.) |
| -------- | ------------ |
| Рік Вейт | Ric Waite    |

### Композитори
| Композитор           | Ім'я (англ.)        |
| -------------------- | ------------------- |
| Джеймс Ньютон Говард | James Newton Howard |